# Georg Fortmeier

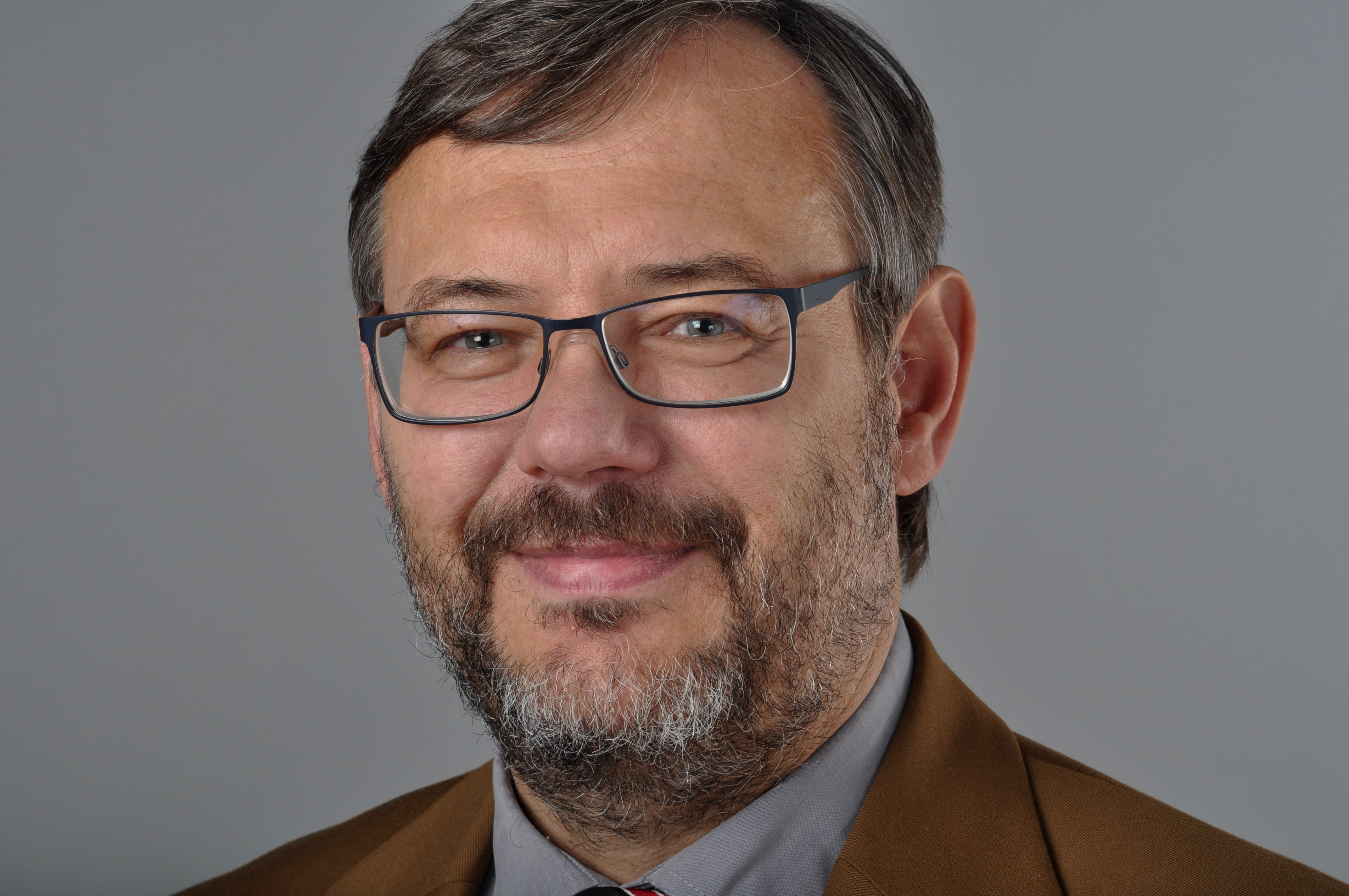
Georg Fortmeier (2013)

Georg Fortmeier (* 23. Juni 1955 in Neuhaus, heute Paderborn) ist ein deutscher Politiker (SPD). Er war von 2010 bis 2022 Landtagsabgeordneter in Nordrhein-Westfalen.

## Leben
Fortmeier wurde in Neuhaus in einem konservativ-katholische geprägten Elternhaus geboren. Nach dem Tod seiner ersten Frau zog er 1980 nach Bielefeld-Dornberg. Von 1980 bis 1988 studierte er Jura an der Universität Bielefeld und arbeitete danach ein Jahr bei der Stadt Bielefeld. Von 1990 bis 2009 leitete er das Büro der Bundestagsabgeordneten Günter Rixe und Rainer Wend und war vorrangig für die Arbeit im Wahlkreis zuständig. Im Jahr 2009 war Fortmeier Wahlkampfleiter der SPD in Bielefeld. Seit dem 15. Oktober 2009 ist Fortmeier Referent für Rechtsfragen beim Kreisverband der Bielefelder Falken.

## Politik
Im Dezember 1982 trat Fortmeier in die SPD ein. Im März 1985 übernahm er den Vorsitz des Ortsvereins Großdornberg-Niederdornberg. 1994 wurde er in die Bezirksvertretung Dornberg gewählt und war dort bis 2002 Fraktionssprecher, danach bis 2009 stellvertretender Bezirksvorsteher. 1999 zog Fortmeier in den Rat der Stadt Bielefeld ein und übernahm in der ersten Legislaturperiode den Vorsitz im Bürger- und Rechnungsprüfungsausschuss und in der zweiten Periode ab 2004 den Vorsitz im Umwelt- und Stadtentwicklungsausschuss. Gleichzeitig war er von 2004 bis 2009 stellvertretender Fraktionssprecher. Nach der Kommunalwahl 2009 übernahm Fortmeier den Vorsitz im Stadtentwicklungsausschuss und wurde zum Fraktionssprecher.
2010, 2012 und 2017 wurde er als Direktkandidat im Landtagswahlkreis Gütersloh I – Bielefeld III in den Landtag von Nordrhein-Westfalen gewählt. Fortmeier war Vorsitzender des Ausschusses für Wirtschaft, Energie und Landesplanung, sowie Mitglied der Vollzugskommission im Rechtsausschuss und des Wissenschaftsausschusses des Landtages. Nach der Landtagswahl 2022 schied er aus dem Landtag aus.

## Privates
Fortmeier ist nach dem frühen Tod seiner ersten Frau und nach Scheidung der folgenden Ehe zum dritten Mal verheiratet und lebt mit seiner heutigen Ehefrau weiterhin in Bielefeld.